# Музеј града Пераста
Музеј града Пераста је основан 1937. године у Перасту. Смештен је у палати Бујовић и припада Општинској јавној установи "Музеји Котор" која представља комплексну установу културе града Котора. Музеј садржи богат фонд са преко 2000 предмета, подељен у поморску, етнографску и историјско-уметничку збирку и представља непроцењиво богатство у презентовању културе града Пераста, његових племићких породица и историје поморства, као и веродостојну слику живота у граду у периоду од XV до XX века. Под његовим окриљем су и фонд меморијалног музеја породице Висковић који обухвата њихов архив и библиотеку, архив перашке општине, архив основне школе, као и библиотеку Музеја града Пераста.

## Положај
Музеј града Пераста је смештен у самом граду Перасту, у палати Бујовић. Палата се налази на улазу у град Пераст из смера Рисна и сматра се једном од најлепших барокних палата у Боки которској. Подигнута је у знак захвалности градском капетану Вицку Бујовићу (1660 − 1709) од стране млетачких власти због исказаног јунаштва у борбама против Османлија у периоду 1684-1699. године. Првобитно место музеја је било здање перашке општине, на тргу испред Цркве Светог Николе, али је током 50-тих година од стране тадашњих власти СФРЈ, односно одлуком Министарства просвете НР Црне Горе, премештен у палату Бујовић.

## Историја

### Пераст
Град Пераст поседује дугу историју током које је био изразито окренут поморству. У време српске династије Немањића доживљава први процват оснивањем бродоградилишта 1336. године, које ће радити без стајања до 1813. године. Падом средњевековних српских држава ово подручје заузима Млетачка република на крају XIV и почетком XV века. Под Млечанима, Пераст добија статус општине 1580. године који је задржао све до 1950. године. Свој највећи процват доживљава у XVII и XVIII веку захваљујући великом развоју поморства и успешним ратовима Млечана против Османлија, због чега је доста перашких породица добило статсу племства. Један од покретача развоја поморства је била позната поморска школа у Перасту. У њој је, на препоруке Млетачких власти, руски цар Петар Велики послао синове познатих руских племићких породица да се школују и обучавају код капетана Марка Мартиновића (1663-1716), познатог перашког поморца и математичара. Нестанком Млетачке републике, 1792. године ово подручје заузима Аустроугарска монархија под чијом управом долази до стагнације, а након Првог светског рата подручје Бока которске улази у састав новоосноване Краљевине Срба, Хрвата и Словенаца, касније Краљевине Југославије.

### Музеј
Одлука о усвајању статута Музеја града Пераста од стране општинског већа, а на позив председника Трипе Никовића, донесена је једногласно 28. фебруара 1937. године у 8 часова. Тиме је основан Музеј града Пераста, а седиште му је било здање перашке општине на тргу испред Цркве Светог Николе.
Део музејске збирке везане за капетана Марка Мартиновића је био изложен у кући на крају Пераста, поводом 250 година од подучавања руских племића поморству и поморским вештинама, чиме је 1948. године музејски простор проширен. У време СФРЈ, од стране Министарства просвете НР Црне Горе, основан је Завичајни музеј у Перасту и донесена је одлука да се експонати преместе у палату Бујовић. Реконструкција палате у те сврхе је урађена 1957. године. Одлукама власти, 1967. године се музеју враћа име Музеј града Пераста, а током 1970. године му је припојен Меморијални музеј породице Висковић који је у потресу 1979. године био срушен.
Музеј постаје сегмент Општинске јавне установе Музеји Котор 1992. године, заједно уз Лапидаријум и Галерију Солидарности. Дугогодишња санација палате Бујовић је трајала до 1998. године, а надоградњом анекса, Музеј града Пераста је поново отворен поводом 300 година поморског школства и педагошког рада капетана Марка Мартиновића.

## Музејски фонд
Збирку музејског фонда чини око 2000 експоната. Фонд је класификован у поморску, етнографску и историјско-уметничку збирку, са својим подзбиркама. У њему је укључен и фонд меморијалног музеја породице Висковић, са њиховом архивом и библиотеком, као и архив перашке општине, архив основне школе и библиотека Музеја града Пераста.
Збирка током друге половине XIX и почетком XX века је састављена и скупљена донацијом грађана, махом наследника перашких породица. Највећи број експоната је везан за период XVII и XVIII века, у коме је Пераст био на врхунцу моћи када је, иако под Млечанима, имао одређену аутономију.
Као део поморске збирке, изложени су различити предмети, као и модели бродова, навигационе справе, картографије и оружне. Салон на првом спрату садржи експонате који се тичу најзначајнијих Пераштана у виду њихових ликовно-уметничких приказа попут портрета, грбова, застава и приказа бродова и битака на мору. Ту се истичу портрети чувених перашких капетана попут Матије Змајевића, Вицка Бујовића, Марка Мартиновића и других, као и јединог приказа познатог перашког барокног сликара Трипе Кокоље.
На другом спрату су експонати који се тичу етнографске збирке, попут накита, порцелана, ордњеа, као и украсних мушких и женских предмета, те и најзначајнији део фонда меморијалног музеја породице Висковић. Фонд породице Висковић поседује грађу која датира од 1447. до 1927. године. Како су чланови те породице заузимали врло важне функције у граду, њихови списи се односе на приватну и службену комуникацију са властима.
Архивски фонд поседује различите акте везане за породицу Висковић, али и друге племићке перашке породице попут Буровића, Змајевића, Баловића, Мазаровића, Смекја и Мартиновића. Архив поседује и рукописне књиге чланова племићких породица, међу којима се налази и рукопис Драга Мартиновића, сина капетана Марка Мартиновића, као и научна и књижевна дела Баловића, Антуна Којовића и других.